# Tetravex
Tetravex est un jeu vidéo de réflexion de type puzzle, pour Windows. Il faisait partie du Windows Entertainment Pack 3.

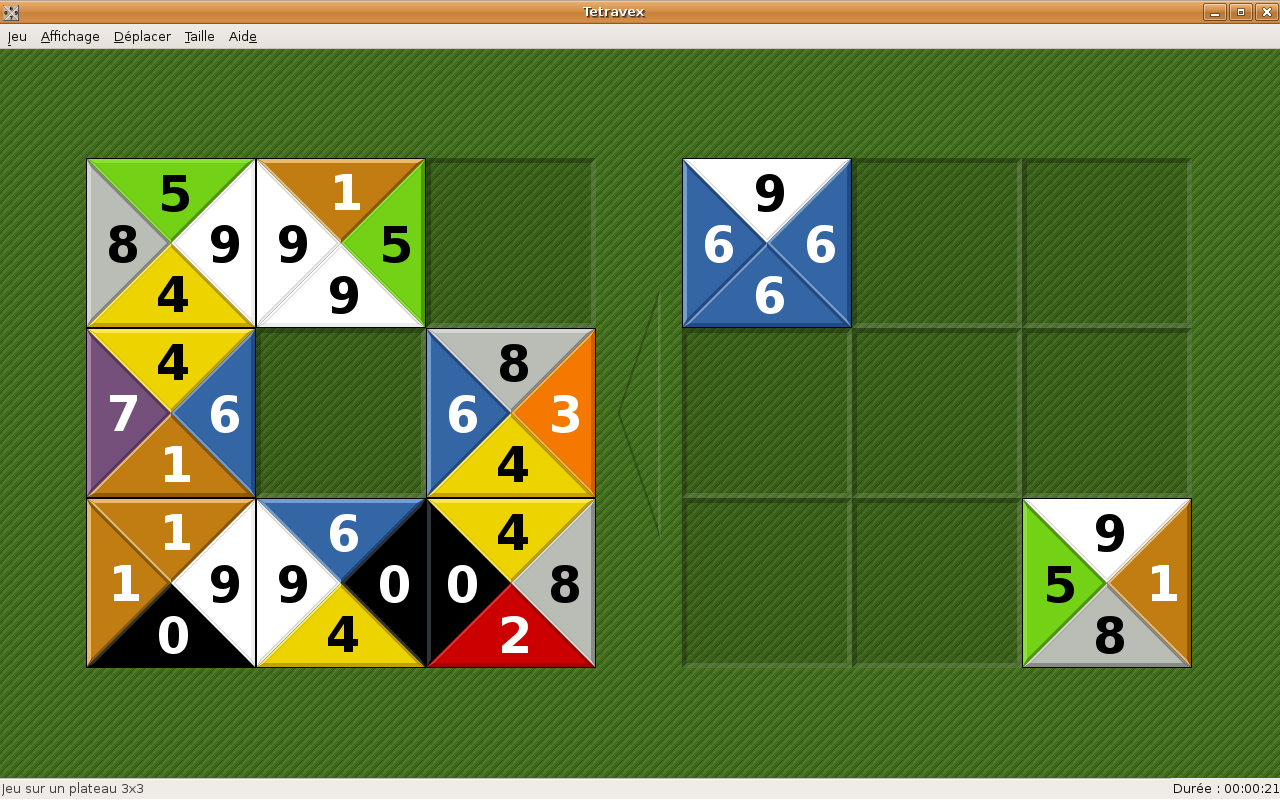

## But du jeu
Au début du jeu, la partie commence sur un plateau vierge de taille 3×3 (taille par défaut), et neuf carrés, ayant chacun un numéro sur chaque bord (donc quatre numéros par carré). Ces numéros varient de 0 à 9 inclus.
Le but est de placer ces carrés sur la grille, en faisant en sorte que le numéro d'un bord soit le même que celui du carré adjacent. Chaque face de chaque carré est donc posée à côté d'une face de même nombre.
Le jeu est terminé quand la grille est remplie avec tous les carrés, correctement placés.
Les tailles de jeu comprennent respectivement 4, 9, 16, 25 et 36 carrés.

## Clones
Il est aujourd'hui disponible pour GNU/Linux et fourni par défaut avec GNOME (disponible dans le paquet gnome-games). Cette version est open-source et est distribuée selon la licence GNU.
Enfin, on trouve des versions JavaScript et flash du jeu.

## Algorithme de résolution
En théorie de la complexité, la résolution du Tetravex est un problème NP-complet, et même NP-complet en moyenne.